# Johan Bergenstråhle (reżyser)
Lars Johan Rudman Bergenstråhle (ur. 15 lipca 1935 w Sztokholmie, zm. 23 sierpnia 1995 tamże) – szwedzki reżyser i scenarzysta. Na przestrzeni lat 1965–1994 wyreżyserował około 15 filmów. Jego film Made in Sweden z 1969 roku rywalizował na 19. Międzynarodowym Festiwalu Filmowym w Berlinie, gdzie zdobył Srebrnego Niedźwiedzia. Za film Nazywam się Stelios z 1972 roku wygrał Złotego Żuka dla najlepszego reżysera podczas 9. ceremonii wręczenia Złotych Żuków.

## Wybrana filmografia
- Made in Sweden (1969)
- Baltutlämningen (1970)
- Nazywam się Stelios (Jag heter Stelios, 1972)
- Hallo Baby (1976)